# Kingston Deverill
Pour les articles homonymes, voir Kingston et Deverill.
Kingston Deverill est une paroisse civile et un village du Wiltshire, en Angleterre.